# Criterio de la tercera derivada
El Criterio o prueba de la Tercera Derivada es un método del cálculo matemático en el que se utiliza la tercera derivada de una función para confirmar o comprobar los puntos de inflexión obtenidos a partir de la segunda derivada.
Es un caso particular del Criterio de la derivada de mayor orden.

## Procedimiento
1. Calcular las derivadas segunda y tercera de {\displaystyle f(x)}
2. Hallar los puntos que cumplen {\displaystyle f''(x)=0}
3. Evaluar {\displaystyle f'''(x)} con los valores obtenidos en el paso anterior. Si es diferente de 0; entonces, es un punto de inflexión. En caso contrario, se debe usar el criterio de la derivada de mayor orden: si y solo si el menor orden de las derivadas superiores diferentes de cero es impar; el punto evaluado corresponde a uno de inflexión.
4. En la función original calculamos los valores de las ordenadas según se trate de una o de varias.